# Laubreiche Primel
Die Laubreiche Primel (Primula frondosa) ist eine Pflanzenart aus der Gattung der Primeln (Primula).

## Merkmale
Die Laubreiche Primel ist eine ausdauernde, krautige Rhizompflanze, die Wuchshöhen von 4 bis 12 Zentimeter erreicht. Die Laubblätter messen 3 bis 9 × 1 bis 2 Zentimeter. Sie sind spatelförmig und länglich bis eiförmig. Die Hüllblätter sind am Grund nicht ausgesackt. Der Kelch ist glockenförmig und 4 bis 6 Millimeter lang. Die Kelchblätter sind rosa-lila oder rötlichpurpurn gefärbt.
Die Blütezeit liegt im Mai.
Die Chromosomenzahl beträgt 2n = 16.

## Vorkommen
Die Laubreiche Primel kommt in Nordost-Bulgarien in Stara Planina auf steilen Felswänden, in Felsspalten und in lichten Wäldern in Höhenlagen von 900 bis 2000 Meter vor.

## Nutzung
Die Laubreiche Primel wird selten als Zierpflanze für Steingärten genutzt.